# Loch Quoich

Le loch Quoich (Gaélique écossais: Loch Chuaich) est un loch et un lac de barrage situé à l'ouest du loch Garry à environ 40 km au nord-ouest de Fort William, dans le district de Lochaber, en Écosse. Le nom signifie «lac de la tasse/en:Quaich".
Les deux lacs font partie du projet hydroélectrique Glen Garry commandée par la North of Scotland Hydro-Electric Board dans les années 1950.
Le barrage sur le loch Quoich est le plus grand barrage en enrochement en Écosse avec 320 m de long et 38 m de haut. Le barrage a été achevé en 1962.